# BK Landora
Bollklubben Landora ist ein schwedischer Fußballverein aus Landskrona. Die Mannschaft spielte in den 1930er und 1940er Jahren mehrere Spielzeiten in der zweithöchsten Spielklasse des Landes.

## Geschichte
1931 gründete sich der Verein offiziell, als die bis dato unter dem Namen Viktoria antretende Mannschaft dem schwedischen Sportverband beitrat. Zunächst im niederen Teil der Ligapyramide antretend, stieg die Mannschaft 1936 in die zweite Liga auf. Dort platzierte sie sich 1938 und 1939 jeweils auf dem dritten Tabellenplatz, rutschte aber in den folgenden Jahren in den hinteren Tabellenbereich ab. 1943 verhalf lediglich der bessere Torquotient gegenüber den punktgleichen Konkurrenten IFK Trelleborg und Varbergs BoIS zum Klassenerhalt, der im folgenden Jahr verpasst wurde. Auch in der dritten Liga verpasste die Mannschaft den Klassenerhalt und trat fortan im unteren Ligabereich an.